# Picot ventregroc
El picot ventregroc (Veniliornis dignus) és una espècie d'ocell de la família dels pícids (Picidae) que habita la selva humida dels vessants dels Andes, al nord de Colòmbia i oest de Veneçuela, Equador i est del Perú.